# Dashboard
Dashboard（直譯為儀表板）是一個蘋果公司Mac OS X v10.4 Tiger作業系統中的應用程式，用作微型應用程式：「小工具（Widget）」之執行基礎。其界面主要為一半透明的圖層，在啟動以外的時間是隱藏起來的，使用者可透過按下熱鍵來啟動，而熱鍵可在偏好設定中變更指定。
當Dashboard啟動時，使用者的桌面會變暗，而widgets則會漸入出現於前景中。如同一般的應用程式視窗，widgets可以被四處移動、重新配置、關閉，以及重複開啟（因此能夠同時開啟多個相同的widget，並且針對每一個做出不同的設定）。可使用選單列開啟新的widget，只需點選或拖曳widget的圖示至畫面上即可。等待widget載入後就能立即使用。
自OS X Yosemite，Dashboard預設關閉，小工具於通知中心顯示，並在macOS Catalina後不再提供Dashboard。
macOS Sonoma則重新加入類似Dashboard的功能，使用者現可將原放置於通知中心的小工具置放於桌面上。

## 製作Widgets
開發者可以利用超文件標示語言（HTML）、層疊樣式表（CSS）和JavaScript製作Dashboard widgets。由於和製作網站使用的程式語言相同，許多網路開發者都有製作widgets的能力。Widgets本質上是顯示於Dashboard圖層中的簡單HTML檔案；widgets使用了WebKit應用程式架構（application framework），該架構也使用於蘋果的Safari網路瀏覽器，這代表即使是沒有Dashboard的舊版Mac OS X也能製作widgets。
Dashboard widgets通常包含以下六個檔案：
- HTML檔案，這是會顯示於Dashboard圖層的主要檔案
- CSS檔案，指定widget的格式（僅提供HTML檔案呼出使用）
- JavaScript檔案，開發者也可將JavaScript內建於HTML檔案中
- 屬性清單（Property List，稱為「Info.plist」），讓Dashboard能夠載入的widget基本資訊（例如名稱、版本、HTML檔案位置等）
- Widget的背景圖片，PNG格式
- 顯示於選單列中的widget圖示

當以上所有的檔案都放在一個檔案夾中，並命名與加上「.wdgt」副檔名之後，這個檔案夾就會變成一個可在Dashboard中執行開啟的widget。更複雜的widget可能會包含Cocoa widget附加元件（plugin，用作指定平台的功能）、一個或多個JavaScript檔案（進行文字捲動、偏好設定等）或多個圖片（提供可自定的選單或按鈕）。
蘋果推出的作業系統Mac OS X 10.5 Leopard內建一套名為Dashcode的開發程式，讓開發者能更輕鬆容易的製作widgets。

## 外部連結
- （英文）Dashboard on Leopard（页面存档备份，存于）（apple.com）
- （英文）Dashboard widget開發者支援網頁（页面存档备份，存于）（apple.com）
- （英文）Dashboard widgets下載網頁（页面存档备份，存于）（apple.com）

1. ↑  Statt, Nick. . The Verge. 2019-06-04  [2024-07-24]. （原始内容存档于2021-01-16） （英语）.
2. ↑  Porter, Jon. . The Verge. 2023-06-05  [2024-07-24]. （原始内容存档于2024-05-16） （英语）.